# 胱天蛋白酶7
胱天蛋白酶7（英语：Caspase 7）是人类中由CASP7基因编码的一种酶。该酶是一种参与细胞凋亡的半胱氨酸蛋白酶。几乎所有可获得完整基因组数据的哺乳动物中都已鉴定出CASP7直向同源物。鸟类、蜥蜴、滑体动物和真骨类中也存在独特的直系同源物。

## 作用
胱天蛋白酶7是胱天蛋白酶家族的成员，已被证明是细胞凋亡的执行蛋白。胱天蛋白酶的连续激活在细胞凋亡的执行阶段发挥着核心作用。胱天蛋白酶作为无活性酶原存在，由上游的胱天蛋白酶（胱天蛋白酶8、9）在保守的天冬氨酸残基处经历蛋白水解加工，产生一大一小两个亚基，然后二聚化形成异四聚体形式的活性酶。该酶的前体被胱天蛋白酶3、10和9裂解。该酶在细胞死亡刺激下被激活并诱导细胞凋亡。该基因的选择性剪接产生四种转录变体，编码三种不同的亚型。

## 相互作用
胱天蛋白酶7已被证明可以与以下物质相互作用：
- 胱天蛋白酶8[9][10]
- 存活素[11][12]
- X连锁凋亡抑制蛋白[13][14][15][16]

## 拓展阅读
- Cohen GM. . Biochem. J. 1997, 326 (Pt 1): 1–16. PMC 1218630 . PMID 9337844. doi:10.1042/bj3260001.